# Proslava Dana pobjede i domovinske zahvalnosti u Čavoglavama
Proslava Dana pobjede i domovinske zahvalnosti u Čavoglavama  pučka je veselica koja se svakog 5. kolovoza održava u Čavoglavama za Dan pobjede i domovinske zahvalnosti i Dan hrvatskih branitelja koji su oslobodili Domovinu u oslobodilačkoj operaciji Oluja.
Na pučku veselicu dolazi oko 100.000 posjetitelja. Pored koncerta domaćina Marka Perkovića Thompsona i njegovih kumova Miroslava Škore i Mate Bulića održava se bajkerski defile od Drniša do Čavoglava. Na štandovima se nude ugostiteljske delicije i domoljubni suveniri.
Fešta završava vatrometom.